# Jarosław z Lublina
Jarosław z Lublina herbu Jastrzębiec (zm. w 1445 w Krakowie) – sufragan krakowski, prowincjał i przeor klasztoru dominikanów w Lublinie, biskup laodycejski.
Tytularne biskupstwo laodycejskie otrzymał w 1413, a zawdzięczał je wstawiennictwu swego krewniaka biskupa Wojciecha Jastrzębca - królewskiego kanclerza, późniejszego prymasa Polski. Od 1414 roku pełnił funkcję biskupa sufragana krakowskiego. Niektóre źródła podają, że był także biskupem łuckim.
W 1420 konsekrował kościół w Igołomi pod Krakowem, później zaś kościół św. Pawła w Sandomierzu. W 1442 przewodził sądowi, który rozstrzygnął konflikt pomiędzy opatem tynieckim a biskupem krakowskim Zbigniewem Oleśnickim o prawa do dzierżawy wsi.